# Dusk (Marvel)
Dusk is een identiteit die gebruikt is door verschillende superhelden in de strips van Marvel Comics.

## Dusk (Negative Zone)

### Biografie
Gedurende zijn avonturen reisde Spider-Man een keer af naar de Negative Zone. Daar raakte hij bevriend met een groep rebellen die vochten tegen de tiran Blastaar. Hun leider was een held genaamd Dusk, die een geheel zwart kostuum droeg. Dusks naam en kostuum waren in werkelijkheid reeds gebruikt door verschillende personen als symbool van vrijheid. Op aandringen van de rebellen droeg Spider-Man het kostuum ook even en leidde hen in het gevecht. Toen Spider-Man naar zijn eigen wereld terugkeerde, had hij het kostuum nog steeds bij zich.
Later dook een nieuwe Dusk op in de serie.

## Dusk (Peter Parker)

### Biografie
Gedurende de Spider-Man: Identity Crisis verhaallijn werd Spider-Man beschuldigd van moord. Om zijn heldendaden toch voort te zetten, en de ware dader te vangen, nam Spider-Man verschillende andere identiteiten aan. Een van deze identiteiten was Dusk. Als Dusk deed Spider-Man zich voor als een huurling met een stille serieuze persoonlijkheid. Hij werkte zelfs samen met Trapster, de man die hem de moord in de schoenen had geschoven. Toen Spider-Mans naam werd gezuiverd, verwierp hij de Dusk-identiteit.

### Krachten
Spider-Man had als Dusk in eerste instantie nog gewoon zijn eigen superkrachten. Wel maakte het kostuum hem vrijwel onzichtbaar in de schaduwen, en stelde hem in staat korte afstanden te zweven.

## Dusk (Cassie St. Commons)

### Biografie
Cassie St. Commons was een student op de Empire State University die ervan hield om er anders uit te zien dan de rest. Ze had zwart haar, tatoeages en neus- en tongpiercings. Ze kreeg een uitnodiging om bij de Slingers te komen, alwaar ze van Black Marvel het  Dusk-kostuum kreeg. Om haar inwijding bij de groep compleet te maken moest ze echter over de daken van een gebouw naar een ander gebouw springen. De sprong mislukte en ze viel haar dood tegemoet.
Cassie werd echter herboren in een niet echt levende maar ook niet dode vorm. Ze was nu werkelijk Dusk. Ze kon nu teleporteren en had een soort psychisch bewustzijn waardoor ze haar teamgenoten kon voelen. Dusks krachten evolueerden tot het niveau dat ze ook anderen kon teleporteren en schaduwen kon manipuleren. Ze hielp de andere Slingers om Black Marvel te redden van Mephisto. Na deze redding viel het team uiteen en ging Dusk op zoek naar wat ze nou eigenlijk was.

### Krachten
Dusk had nadat ze weer tot leven was gekomen verschillende bovennatuurlijke krachten. Haar primaire kracht was die van teleportatie. Tevens kon ze schaduwen manipuleren om voorwerpen te vormen van solide duistere energie. Ze heeft ook een helderziende gave waardoor ze de positie van haar teamgenoten kan voelen, en weten of ze in gevaar zijn.